# Józef Burniewicz
Józef Burniewicz (ur. 20 marca 1946 w Olsztynie) – polski rysownik, karykaturzysta, twórca komiksów, dziennikarz, satyryk, autor piosenek, publicysta, powieściopisarz, pisarz dokumentalista, scenarzysta kabaretowy, radiowy i filmowy, scenograf, plakacista, kompozytor, medioznawca, copywriter, PR-owiec i wydawca. 

## Życiorys
Z wykształcenia historyk. Mieszka i tworzy w Olsztynie. Określany jako „najwszechstronniejszy twórca w dziejach kultury olsztyńskiej”.
W 2004 r. odznaczony Złotym Krzyżem Zasługi za zasługi dla społeczności lokalnej, za osiągnięcia w pracy dziennikarskiej i publicystycznej. 
Najważniejsze nagrody: II nagroda i srebrna plakietka Światowego Festiwalu Karykatury w Skopje (1976) oraz Brązowa Szpilka (1977).

## Najważniejsze pozycje literackie
- „Satyr na pysk Rzeczypospolitej”
- „Olsztyn w karykaturze i anegdocie”
- „Śmiech na szkolnej scenie. Scenariusze kabaretowe”
- „Imperator czy demokrata - wybrane z archiwum”

Pod pseudonimem Józef Burny napisał następujące powieści z serii Pan Samochodzik:
- „Pan Samochodzik i rodzinny talizman”
- „Pan Samochodzik i strachowisko”